# Плёнляйн
Плёнляйн (нем. Plönlein) — небольшая площадь в немецком городе Ротенбург-об-дер-Таубере. Название переводится с немецкого как «Маленькая площадь». Представляет архитектурную и историческую ценность и является одним из мест, излюбленных туристами для фотографирования.
Плёнляйн одно из самых популярных и часто посещаемых мест в городе. Ее часто изображают на фотографиях, открытках и на разной сувенирной продукции. Вид на площадь Плёнляйн открывается со стороны крепостной городской стены. Прогулка по ней бесплатна.
Площадь Плёнляйн образуется двумя городскими дорогами, имеющими важное значение для Ротенбурга. Одна из них идет справа от долины реки Таубер, прямо от двойного моста. Вторая дорога — слева от территории южного пригорода. Эти дороги образуют площадь Плёнляйн, сама площадь подобна треугольнику. Рядом с Плёнляйн расположена башня Зиберстурм, которую построили в 1385 году. Эта башня выполняла функцию ворот второй городской стены. Маршрут, проходящий через башню Зиберстурм, вел в южный пригород, который носил название Каппенципфель. Помимо башни Зиберстурм, рядом с площадью расположена башня Кобольцельера (англ.Kobolzeller tower). Через нее можно было попасть в город из Тауберской долины. Башня Зиберстурм выполняла защитную функцию южных ворот до тех пор, пока в XIV веке городская крепость не была включена в городские укрепления.
Перекрёсток двух улиц на Пленляйн изображён на обложках альбомов Ричи Блэкмора Under a Violet Moon и Winter Carols.